# Шарлоттенбург (дворец)
Дворе́ц Шарло́ттенбург (нем. Schloss Charlottenburg, произношениео файле) — дворец-музей, крупнейший и самый значительный дворцовый комплекс бранденбургских курфюрстов, прусских королей и германских императоров в Берлине. Один из наиболее изысканных примеров архитектуры барокко в Германии. Его купол считается одним из символов немецкой столицы. Весь дворцово-парковый ансамбль является историко-культурным памятником, находящимся под защитой государства.
По одной из версий дворец находится среди 100 самых красивых замков и крепостей мира. Входит в десятку наиболее популярных музеев Берлина по числу посетителей — 548 тысяч в 2018 году.

## История

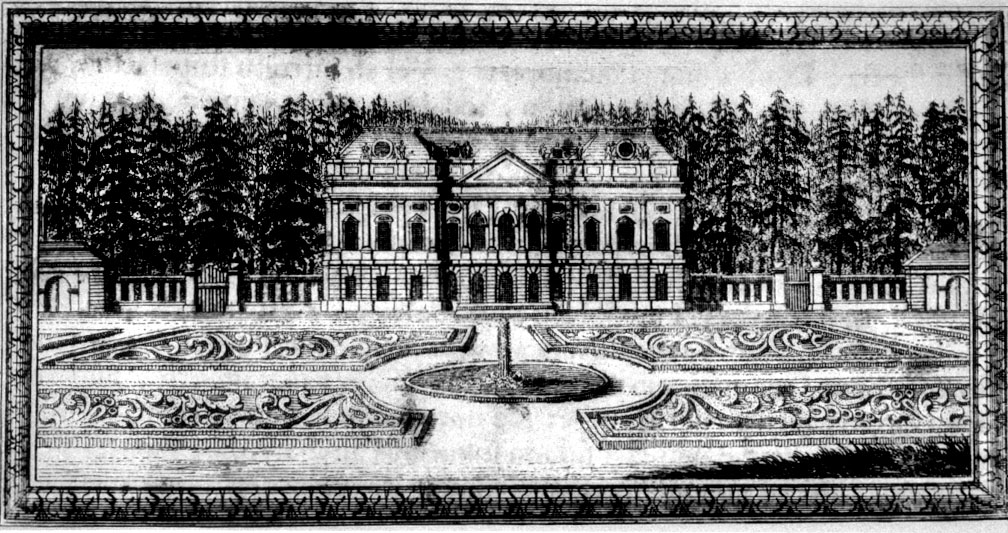
Дворец Литценбург. Гравюра 1700 г.

### София Шарлотта (1695—1705)
В 1694 году будущая королева Пруссии София Шарлотта вернула своему мужу сделанный им четыре года до этого подарок — Капутский дворец, находившийся для неё слишком далеко от Берлина. В поисках места для нового имения уже спустя несколько недель она остановила свой выбор на участке земли у излучины Шпрее, лежащем всего в нескольких километрах западнее городской окраины и до которого можно было без труда добраться из Берлинского дворца по реке. Строительство дворца — названного поначалу Литценбург (нем. Lietzenburg) по расположенной рядом деревне Литце (нем. Lietze) — началось уже в следующем году по планам архитектора Неринга, а после его смерти было продолжено Мартином Грюнбергом. 11 июля 1699 года дворец Литценбург был торжественно открыт и представлял собою предназначенное лишь для однодневных посещений двухэтажное здание, в котором располагалось всего несколько помещений: внизу — покои самой Софии Шарлотты, а наверху — комнаты её гостей. И даже её супруг, бранденбургский курфюрст и будущий прусский король Фридрих I, мог посещать дворец Литценбург только по её приглашению.
Поскольку выстроенный дворец оказался слишком мал, чтобы проводить в нём весь летний сезон (длившийся с апреля по октябрь), в 1702—1704 годах по проекту Эозандера было проведено его первое расширение. Площадь и число комнат были увеличены в несколько раз, впервые супруг королевы получил в Литценбурге собственные покои, а к услугам монаршей четы теперь стояли два ряда помещений: обращённые к югу — для более холодных месяцев, а с видом на сад — в разгар лета. 140-метровая анфилада, призванная подчеркнуть могущество правителя и великолепие его владения, объединила все 13 комнат с парковой стороны здания. Изначально во дворце не было предусмотрено место для кухни, подвалов и многочисленной прислуги, но уже к 1701 году был выстроен как самостоятельное здание так называемый Кухонный флигель (нем. Küchenflügel), располагавшийся перпендикулярно и юго-восточнее от дворца, с которым он впоследствии был соединён. Параллельно, с западной стороны, был сооружён Кавалерский флигель (нем. Kavalierflügel), в котором отныне могли размещаться министры и придворные.

### Фридрих I (1705—1713)
После неожиданной смерти королевы в 1705 году в возрасте всего 37 лет дворец Литценбург и близлежащая деревня — из которой берет своё начало одноимённый город и округ Берлина — получили в её честь новое название: Шарлоттенбург. Фридрих, до этого предпочитавший дворцы Ораниенбург и Шёнхаузен, решил сделать своей основной летней резиденцией Шарлоттенбург и использовать его для государственных мероприятий: аудиенций послов, посвящений в рыцари Чёрного орла, а также визитов иностранных монархов и высокой знати (так, в 1712 году здесь гостил русский царь Пётр I). Ко времени правления Фридриха I относится строительство Большой оранжереи, ставшей западным продолжением здания, а также дворцовой часовни, интерьер которой был завершен в 1708 году. Свои комнаты во дворце получила и новая супруга короля София Луиза. Купол дворца украсила бронзовая статуя богини Фортуны, изготовленная в 1711 году данцигским скульптором Андреасом Хайдтом (нем. Andreas Haidt) и олицетворяющая собой уникальную возможность, которую мудрый правитель превращает в политический успех.

### Фридрих Вильгельм I (1713—1740)
«Король-солдат» Фридрих Вильгельм I, которому была не по нраву слишком возвышенная и расточительная жизнь его родителей, перенёс это отношение и на их любимое детище — дворец Шарлоттенбург. Ещё будучи кронпринцем он проявлял куда больше интереса к солдатам, которых инспектировал и муштровал во дворцовом парке, чем к убранству Литценбурга—Шарлоттенбурга. Однако, даже приостановив дальнейшее расширение здания, Фридрих Вильгельм и дальше использовал его для проведения торжественных приёмов и королевских бракосочетаний, а парк служил местом постановки дорогостоящих фейерверков.

### Фридрих II (1740—1786)
Сразу после восшествия на престол в 1740 году Фридрих II распорядился обустроить во дворце комнаты для себя, своей супруги Елизаветы Кристины и других членов королевской семьи, а к 1747 году по планам немецкого архитектора Кнобельсдорфа был завершён пристроенный с востока Новый флигель, придавший зданию в целом больше симметрии. Покои короля и королевы отныне были перенесены в восточное крыло, а отдельный вход в виде портала позволял пользоваться Новым флигелем как собственной, независимой от остального строения, резиденцией. Между первыми королевскими апартаментами, отстроенными западнее парадной лестницы, и вторыми, возведёнными позднее в восточном конце флигеля, располагались залы для торжественных мероприятий. По окончании строительства дворца Сан-Суси Фридрих потерял былой интерес к Шарлоттенбургу, но по-прежнему пользовался часовней и Большой оранжереей для проведения бракосочетаний своих родственников.
Во время непродолжительной оккупации Берлина в 1760 году, ставшей одним из эпизодов Семилетней войны, размещавшиеся в городе и его окрестностях русские, австрийские и саксонские войска полностью разграбили Шарлоттенбургский дворец, приведя в негодность его обои, картины и зеркала. Однако Фридрих тут же распорядился восстановить всё разрушенное в его прежнем виде (за исключением некоторых картин, которые были безвозвратно утеряны).

### Фридрих Вильгельм II (1786—1797)
Ещё принцем Фридрих Вильгельм II обнаружил свою любовь к Шарлоттенбургу; на время его правления приходится перепланировка парка, строительство Бельведера, Малой оранжереи и Театра, с которым здание дворца достигло своих нынешних монументальных размеров. Он также распорядился переоборудовать под свою летнюю резиденцию в этрусско-китайском стиле пять комнат на первом этаже Нового флигеля, которые ранее занимал Фридрих Великий. За всей этой роскошью, однако, едва можно было скрыть недостатки гигиены: вода считалась опасной, а туалеты — сооружать которые было попросту не принято — портили бы элегантный вид дворца, так что отправление естественной нужды придворными и гостями безо всякого стеснения осуществлялось прямо на лестницах, в нишах и жилых комнатах.

### XIX век

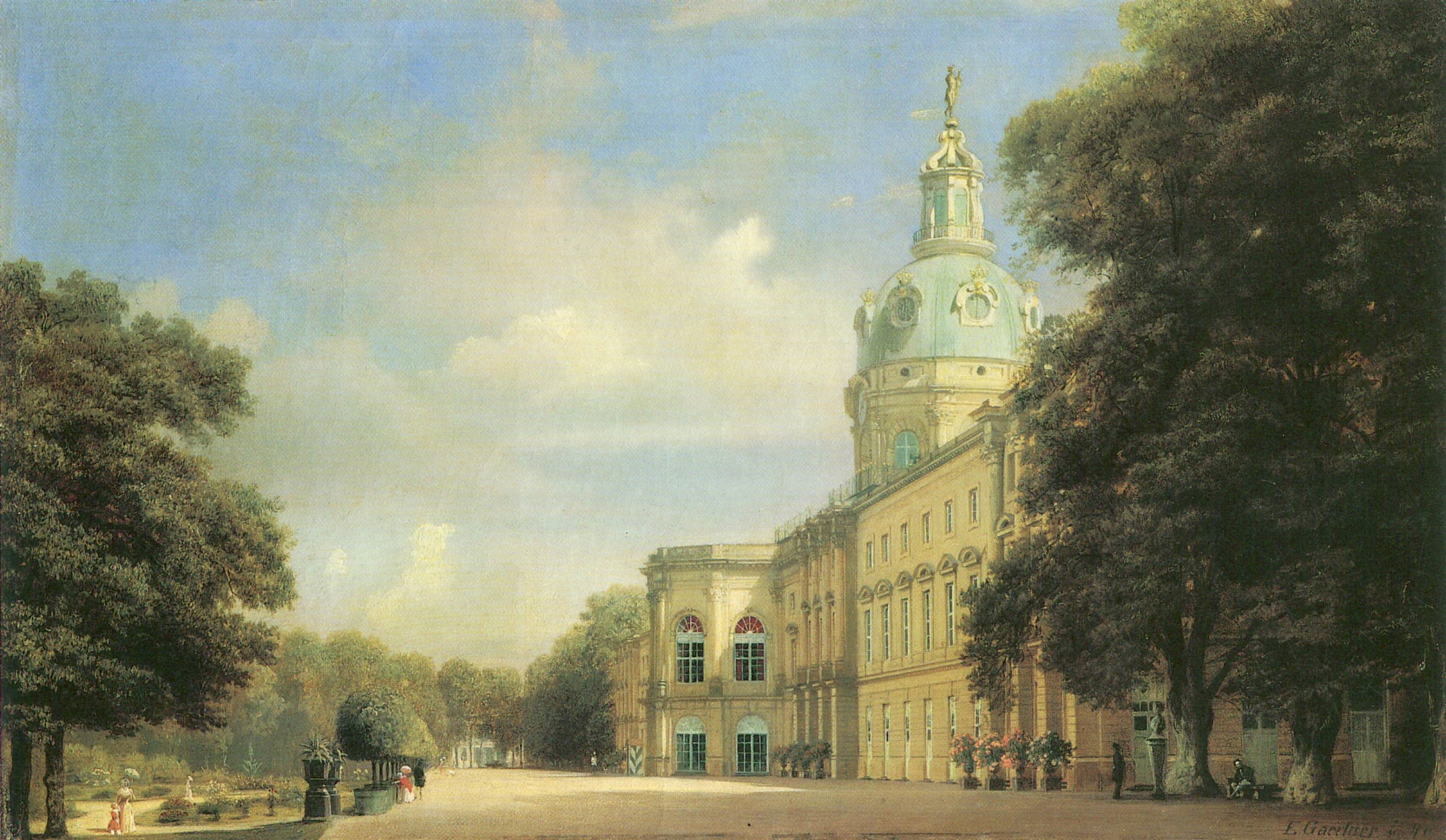
Вид дворца Шарлоттенбург со стороны парка. Цветная литография Э. Гертнера. 1846

С 1797 года престол наследовал Фридрих Вильгельм III, живший во дворце в летние месяцы со своей супругой Луизой и предпочитавший в духе своего времени более скромные интерьеры, которые скрывали бы элементы вышедшего из моды рококо под слоем краски и бумажных обоев. Ненадолго поселился в Шарлоттенбурге и ещё один монарх — но уже без всякого приглашения: в 1806 году перед вступлением в Берлин в покоях королевы ночевал Наполеон Бонапарт, так что при возвращении королевской пары назад эти комнаты было решено заново перестроить. На годы правления Фридриха Вильгельма III приходится строительство в парке названной Мавзолеем усыпальницы для рано умершей Луизы, а также здания Нового павильона.
Его сын и наследник, Фридрих Вильгельм IV, в свою очередь распорядился переоборудовать для себя и своей супруги Елизаветы часть помещений в Старом дворце, которыми королева, уже овдовев, пользовалась и после его смерти до 1873 года.
Вильгельм I, ставший первым германским императором, не проявлял особого интереса к Шарлоттенбургу, ограничиваясь посещениями Мавзолея, где покоилась его мать (в том числе 19 июля 1870 года, в день начала Франко-прусской войны).
Последний из Гогенцоллернов, сделавший Шарлоттенбургский дворец своей резиденцией, стал Фридрих III, живший в нём в 1888 году со своей супругой Викторией во время своего 99-дневного правления, после чего он использовался лишь для приёма гостей императорской семьи и был открыт для посещений широкой публике.

### XX век
В годы второй мировой войны дворец был закрыт, а весь передвижной инвентарь был вывезен в штольни или другие дворцы, чтобы в случае непосредственных боевых действий избежать его возможного уничтожения.
При налётах авиации союзников в ноябре 1943 и феврале 1945 года, а также в боях наступавшей Красной Армии с засевшими в нём частями СС дворцовый комплекс подвергся сильным разрушениям: в парке уцелел один Мавзолей, а в основном здании нетронутыми остались лишь флигеля Парадного двора, при этом от большинства помещений сохранились только наружные стены, а в целом степень разрушения оценивалась в 60 %. В отмеченном голодом и недостатком жилья послевоенном Берлине поначалу удалось провести лишь самые необходимые работы по предотвращению полного разрушения зданий, дальнейшая же судьба их долго оставалась неясной. Многими бывшие имения Гогенцоллернов воспринимались не как общественное достояние, а как «воплощение власти, престижа, богатства и величия прусского государства». Только после того, как в 1950 году в восточной части города был полностью снесён не менее пострадавший в военное время Берлинский дворец, была осознана необходимость бережного отношения к оставшемуся культурному наследию и, как следствие, восстановления находившегося в британском секторе дворца Шарлоттенбург. В итоге, выбор между вариантами полного сноса дворцовых руин, консервации их как зримого свидетельства степени военных разрушений или реконструкции дворца был сделан в пользу последнего.

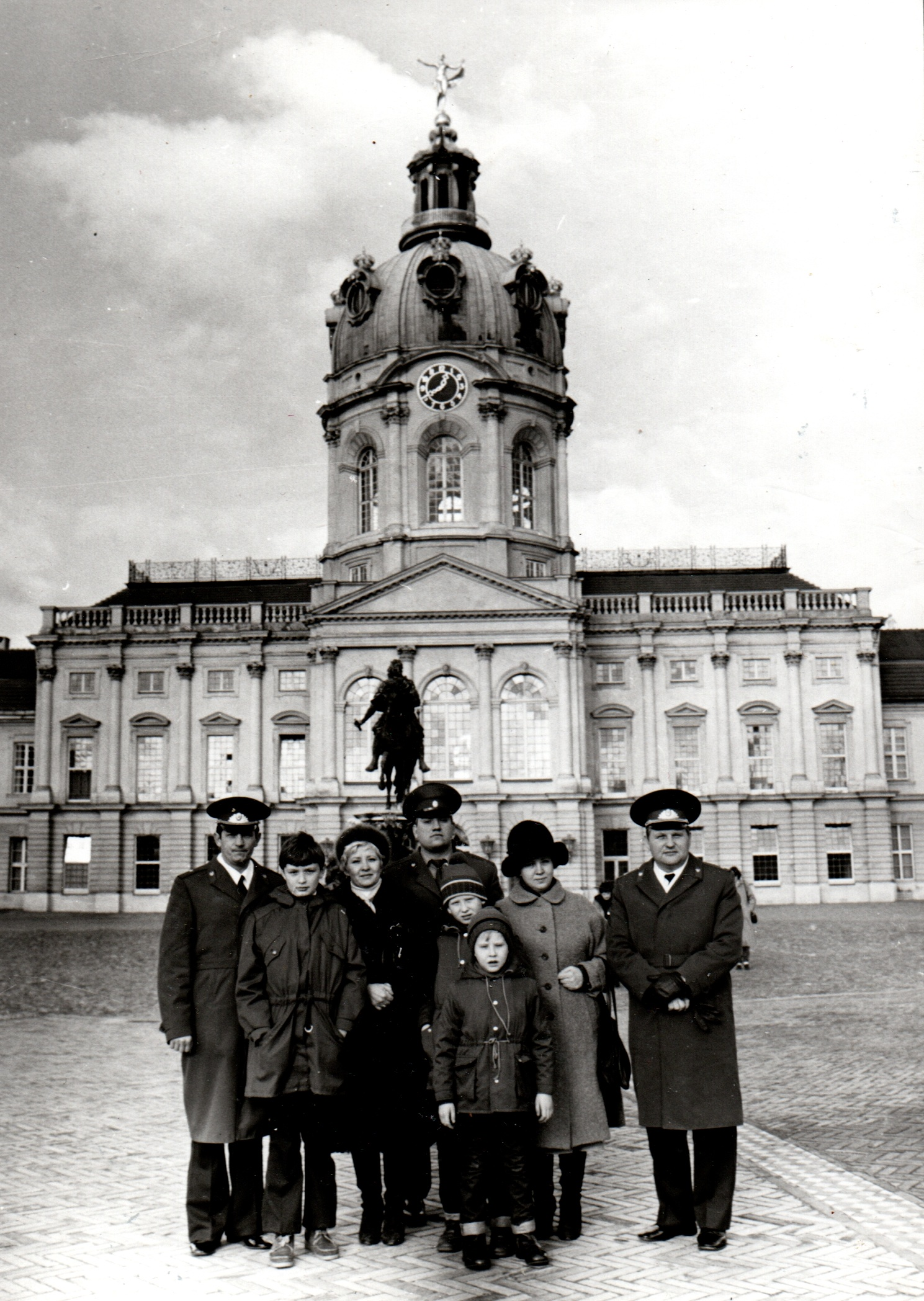
Фронтальная часть дворца Шарлоттенбург после реставрации. Западный Берлин 1983

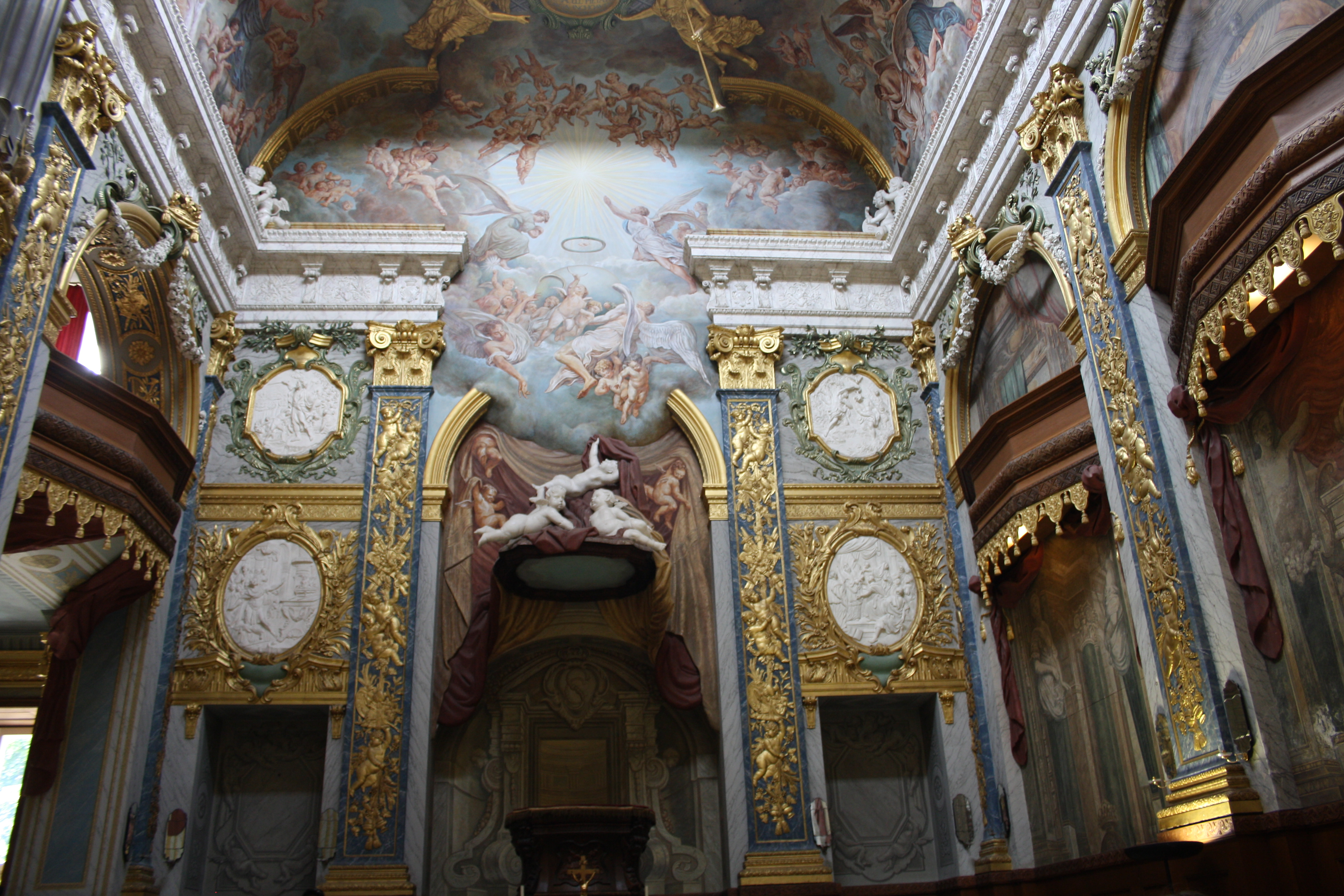
Дворцовая капелла после реставрации. Фотография 2019 года

Для каждого помещения, учитывая степень его разрушения, уровень историко-культурной ценности, а также предпринятые ещё при Гогенцоллернах перепланировки, потребовалось найти своё собственное, индивидуальное, решение. Поскольку дворец, по сути, лежал в руинах, а необходимые средства, исполнители и исторические документы зачастую отсутствовали, порою было невозможно ни законсервировать отдельные объекты (что, согласно Венецианской хартии, является приоритетом любой реставрации), ни восстановить их полностью в прежнем виде, но лишь реконструировать. Неоценимую помощь при восстановлении дворца оказали 400 цветных фотографий и коротких фильмов, снятых в его залах 9 ноября 1943 года во исполнение приказа фюрера о документировании ценной настенной и потолочной живописи, которая могла быть утеряна при бомбардировках (что, кстати, и произошло всего две недели спустя).
Параллельно с реставрационными работами, которые продолжаются и в наши дни, дворец раз за разом открывал для посетителей двери всё новых восстановленных залов и комнат, часть из которых временно использовалась и для экспозиций других берлинских музеев, пока те не переехали в их постоянные строения. До 1956 года реставрация выполнялась на средства городского бюджета, затем финансирование было передано на федеральный уровень (к примеру, затраты только на мероприятия по энергосбережению, повышению пожаро- и электробезопасности, проведённые в 2006—2017 годах, превысили 16 млн евро). С 1995 года дворец находится в ведении Фонда прусских дворцов и садов Берлина—Бранденбурга.

## Архитектурные особенности и интерьер

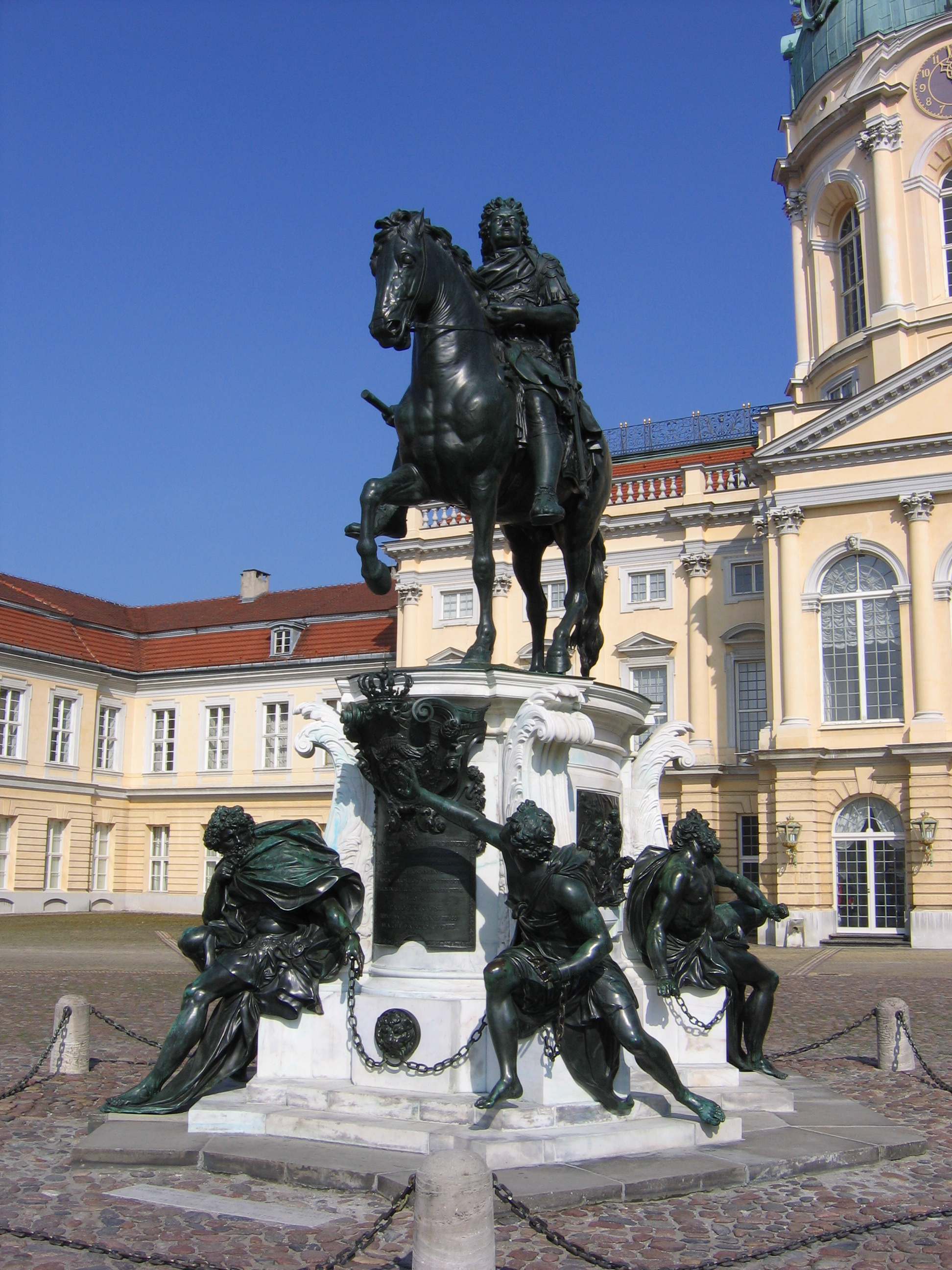
Конная статуя Великого курфюрста

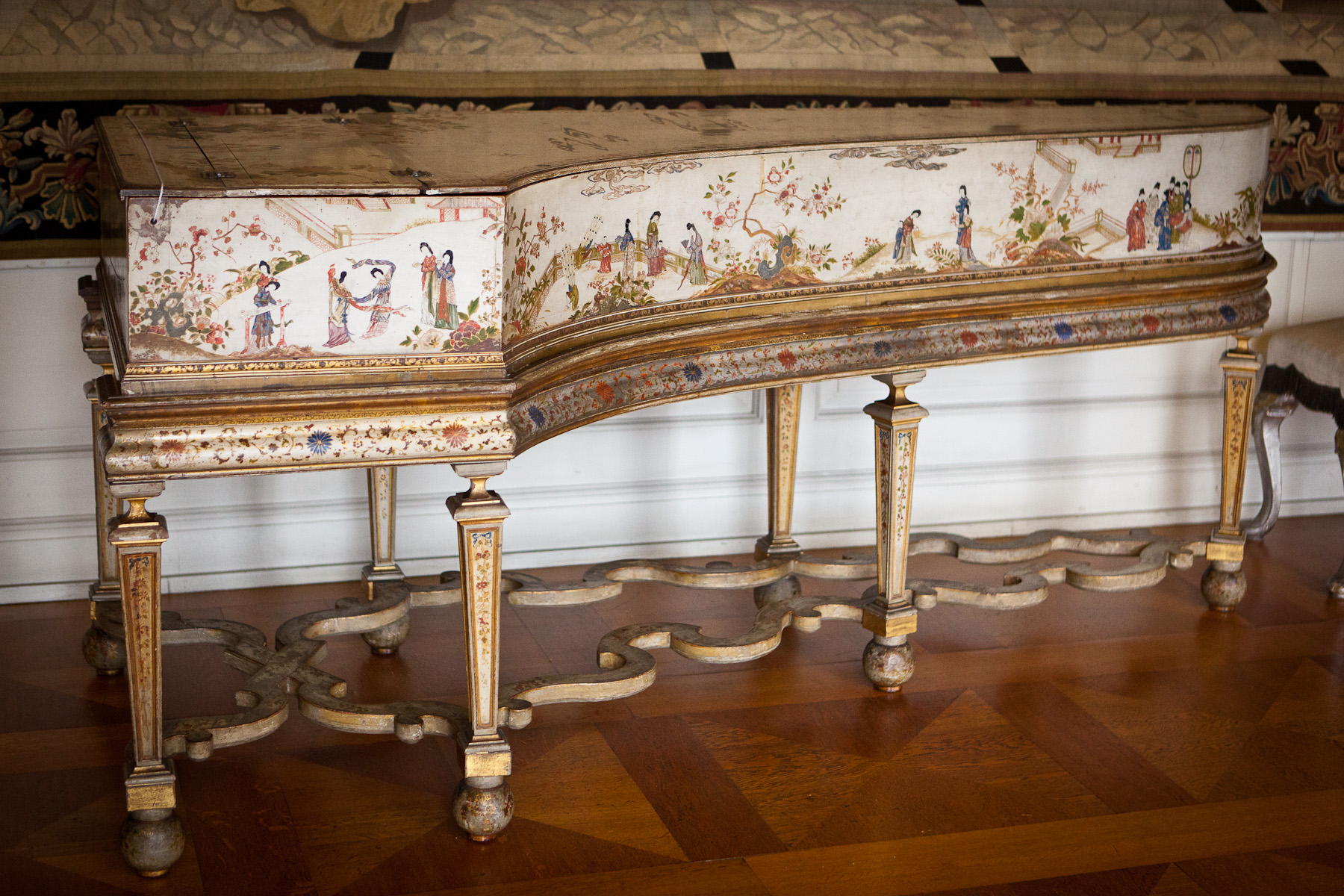
Клавесин королевы Софии Шарлотты

Попасть в Шарлоттенбургский дворец можно через площадь, с трёх сторон окружённую самим зданием и получившую название Парадного двора (нем. Ehrenhof), ворота которой «охраняются» двумя фигурами гладиаторов (копиями «Боргезского борца»), а ограда украшена восьмиконечными звёздами ордена Чёрного Орла. На площади установлена бронзовая конная статуя Великого курфюрста Фридриха Вильгельма I, изготовленная в 1696—1700 годах по заказу его сына, Фридриха I, скульптором Андреасом Шлютером и литейщиком Иоганном Якоби (нем. Johann Jacobi) и ставшая первой скульптурой подобного рода в Германии. Находившаяся поначалу на Длинном мосту (нем. Lange Brücke) через Шпрее перед Королевским дворцом, композиция, включающая в себя также фигуры четырёх невольников, символизирующих различные темпераменты и покорённых курфюрстом народов, была перенесена в Шарлотенбург в 1952 году, вследствие запрета сенатом Западного Берлина передачи статуи в Восточный Берлин, где оказалось прежнее местонахождение памятника после раздела Берлина между странами-победительницами во Второй мировой войне.
Монументальное строение дворца длиною 505 метров, общей площадью 20 600 м2 и с высотою купола 48 метров объединило в себе различные архитектурные направления, господствовавшие на протяжении почти столетней истории его строительства. При этом многое в послевоенные годы приходилось создавать заново, как, например, 20 скульптур современных мастеров, изображающие аллегорические фигуры и мифологические персонажи и установленные на балюстраде с парковой стороны здания. Функционально в нём могут быть выделены Старый дворец и Новый флигель, в которых размещена основная музейная экспозиция, в том числе и многие отдельные экспонаты, представляющие особую культурную и историческую ценность: королевские регалии Пруссии, клавесин и письменный стол первой хозяйки дворца Софии Шарлотты, коллекция табакерок, принадлежавшая лично Фридриху II, и даже так называемая колыбель Фридриха Великого, в которой его якобы качали (последнее, правда, остаётся неподтверждённым), а также «Серебро кронпринцев» (нем. Kronprinzensilber): свадебный подарок от 414 прусских городов для Вильгельма и Цецилии, состоящий из 600 столовых приборов.

### Старый дворец

Фарфоровый кабинет

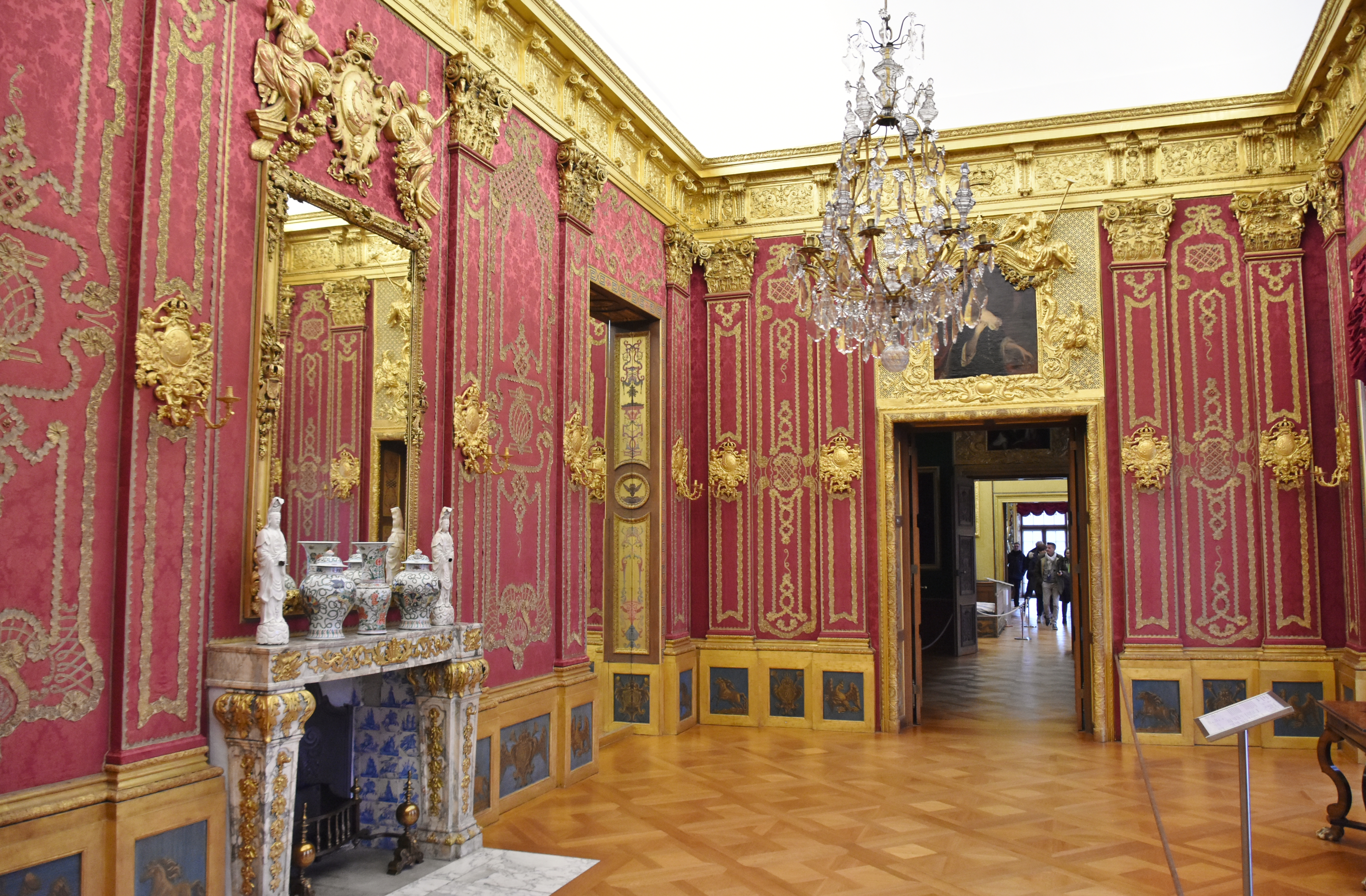
Красная дамастовая комната

Плафон Золотого кабинета

Старым дворцом условно называют историческую часть здания в границах его первого расширения, выполненного Эозандером. Полностью симметричное строение увенчано массивной восьмиугольной башней, которая зрительно является продолжением чётко выраженного ризалита с его треугольным фронтоном. Наверху её находится небольшая колокольня, служащая своего рода постаментом четырёхметровой позолоченной статуи Фортуны, которая — как всякий флюгер — поворачивается по направлению ветра. С наружной стороны здания через оба этажа, разделённые выступом стены и заметно отличающиеся друг от друга как высотой, так и внешним обликом, проходят декоративные полуколонны.
Среди порядка 50 помещений, которые уже открыты для посещения в Старом дворце особо можно отметить следующие (с нумерацией, соответствующей плану Рудольфа Шармана):
- 94 — Дворцовая капелла (нем. Schlosskapelle) — освящение построенной по планам Эозандера капеллы состоялось 5 декабря 1706 года к бракосочетанию Фридриха Вильгельма и Софии Доротеи. Задуманная ещё королевой Софией Шарлоттой как самое дорогое место во дворце с её противопоставлением алтаря и короны, находящихся соответственно с южной и северной стороны, она символизирует идею божественного благословения правления Гогенцоллернов. Сильно пострадавшее от бомбардировок помещение было полностью реконструировано, включая потолочные фрески фламандского художника Антония Кокси (нидерл. Anthonie Coxie), а также утерянный орган работы известного немецкого мастера Арпа Шнитгера.
- 95 — Фарфоровый кабинет (нем. Porzellankabinett) — был открыт одновременно с часовней и представлял собою на тот момент, возможно, самую значительную коллекцию азиатского фарфора во всей империи[39]. Это собрание было полностью разграблено в Семилетнюю войну, позднее восстановлено, а затем конфисковано и отправлено в СССР в рамках репараций по итогам Второй мировой войны[39]. После реконструкции помещения, при проведении которой за основу был взят его интерьер начала XVIII века, в нём выставлено 2700 предметов фарфора, часть которых представляют оригинальные работы из Китая и Японии, преимущественно эпохи Канси, а остальные по их образцам были изготовлены на Королевской фарфоровой мануфактуре[39]. Потолочная живопись того же Кокси, выполненная в аллегорическом стиле и полностью восстановленная, призвана прославлять могущество прусского королевского дома.
- 100 — Красная дамастовая комната (нем. Rote Damastkammer) — обтянутая красным дамастом и золотым позументом комната служила Фридриху I и его министрам местом проведения конференций. Существовали планы именно здесь разместить изготавливаемую немецкими мастерами Янтарную комнату, однако работы продолжились дольше запланированного и готовые янтарные панно были установлены в Берлинском дворце, откуда и попали в Россию[8][40].
- 109 — Золотой кабинет (нем. Goldenes Kabinett) — часть так называемых вторых апартаментов Софии Шарлотты, чьё название указывает на цвет плафона, изображающего Аполлона в окружении аллегорий искусств, а также листового и ленточного орнамента.
- 116 — Нижний Овальный зал (нем. Unterer Ovaler Saal) — выполнял функции вестибюля и садового зала и был украшен многочисленными картинами.
- 118 — Стеклянная опочивальня (нем. Gläsernes Schlafgemach) — одна из пяти первых комнат Софии Шарлотты во дворце Литценбург, в которой чередование зеркал и зелёного дамаста создаёт иллюзию сада; ныне реконструирована и украшена мебелью той эпохи.
- 119 — Приёмная комната королевы (нем. Audienzzimmer der Königin) — служила местом аудиенций королеве Софии Шарлотте и королю Фридриху I; сейчас здесь выставлены их портреты, а также мебель XVIII века.
- 120 — Старая галерея (Галерея предков) (нем. Alte Galerie, Ahnengalerie) — на стенах вывешены портреты бранденбургских и прусских правителей XV—XVIII веков, в том числе и самого Фридриха I, выступившего заказчиком этого зала. Работы по дереву выполнены придворным скульптором Чарльзом Кингом (англ. Charles King) и сохранились в оригинале.
- 211 — Верхний Овальный зал (нем. Oberer Ovaler Saal) — поначалу служил репрезентативным целям, но по мере наполнения его мебелью уже в правление Фридриха Вильгельма IV выполнял функции салона.

### Новый флигель
Двухэтажный Новый флигель с его глубоко прочувствованным слиянием архитектуры и декораций считается вершиной немецкого рококо. Особого упоминания заслуживают:

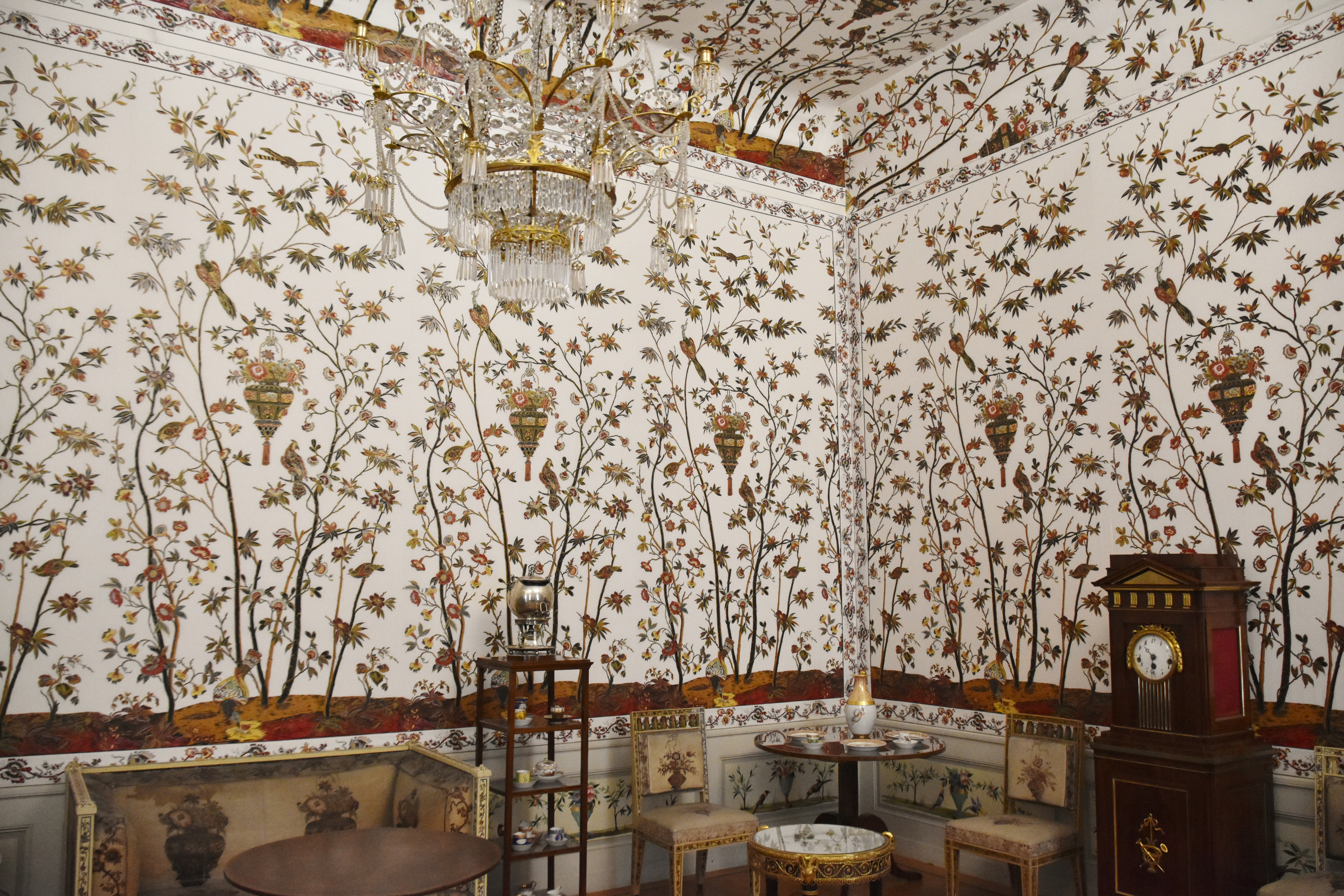
Восточно-индийская ситцевая комната

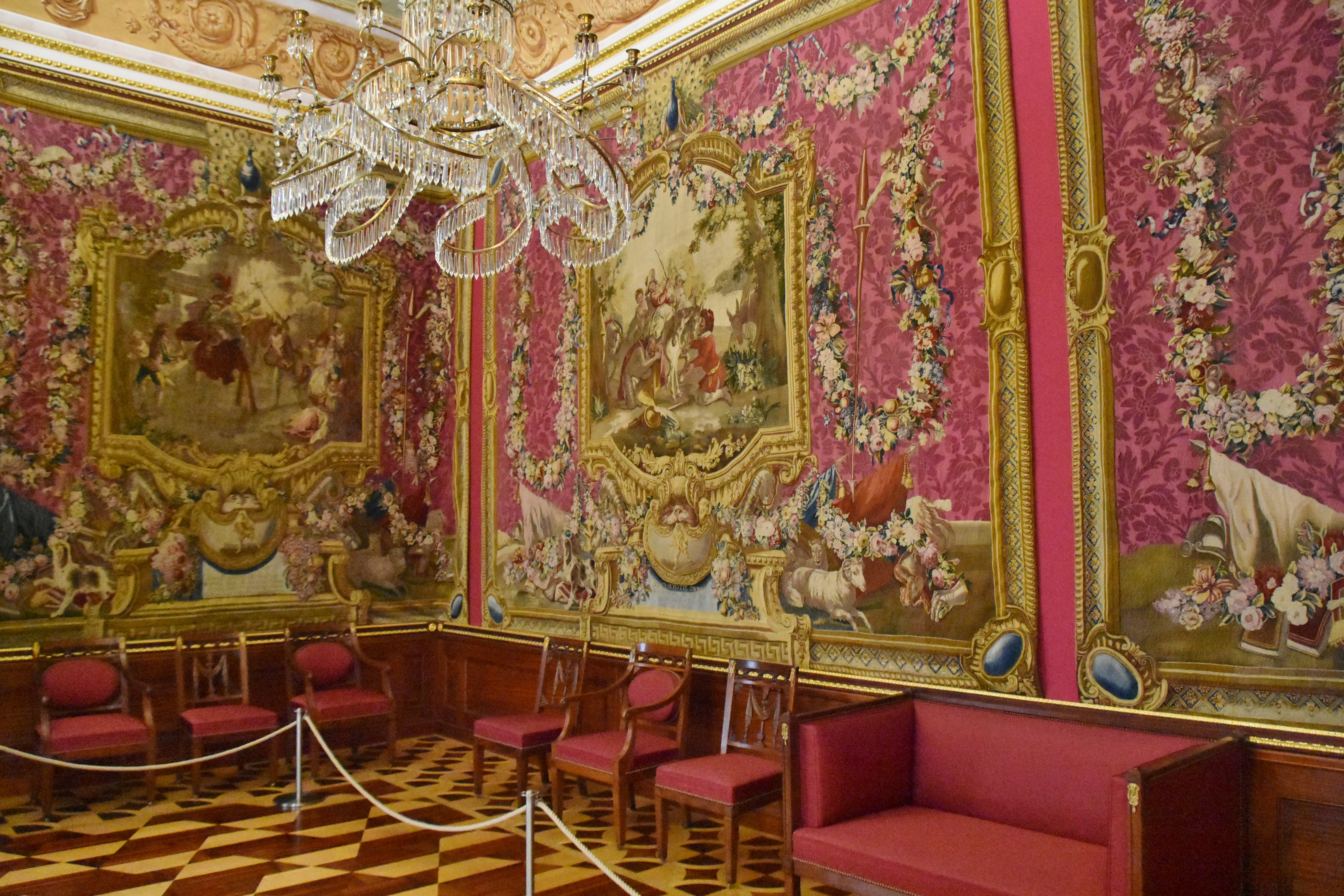
Вторая готлисная комната

Библиотека

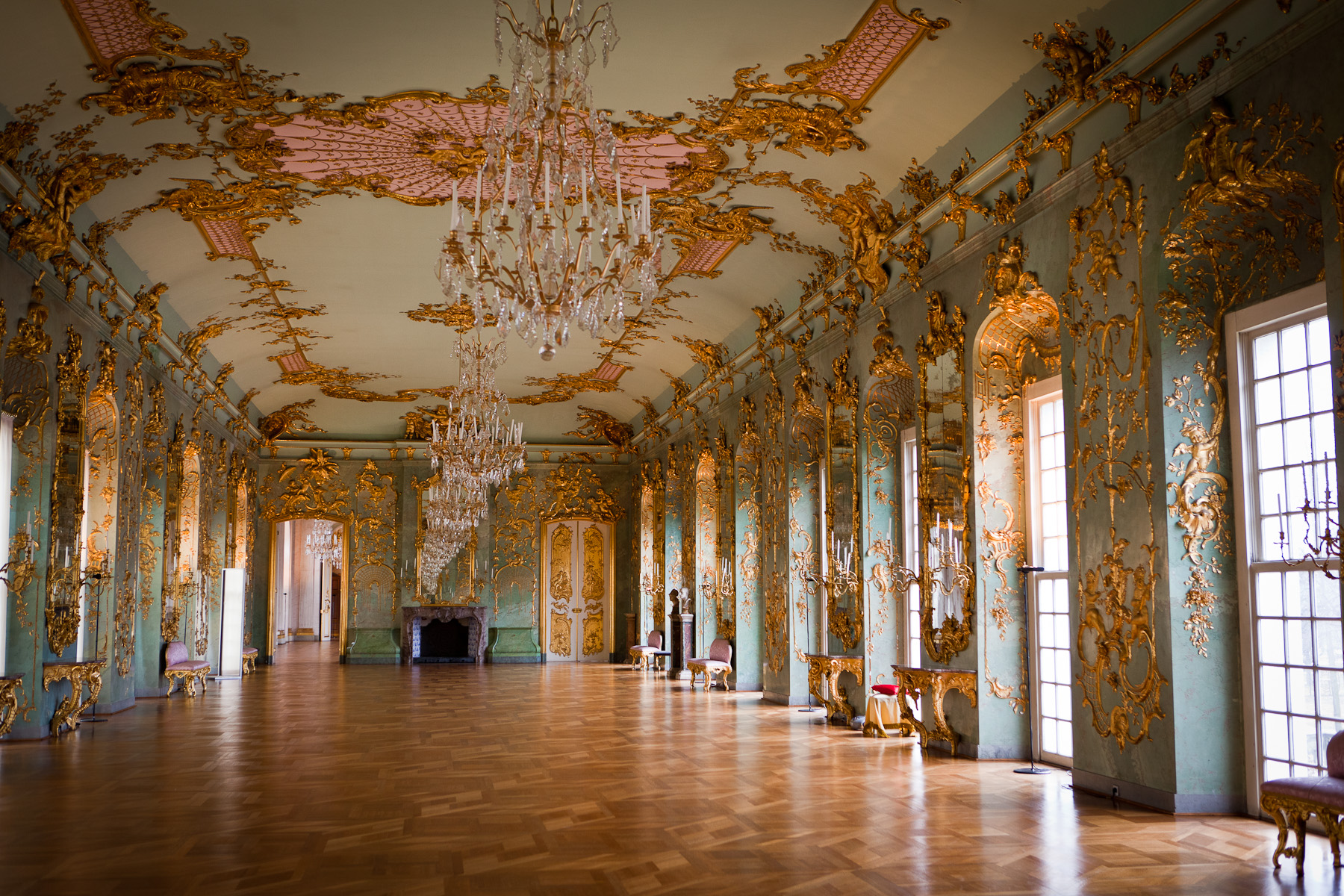
Золотая галерея

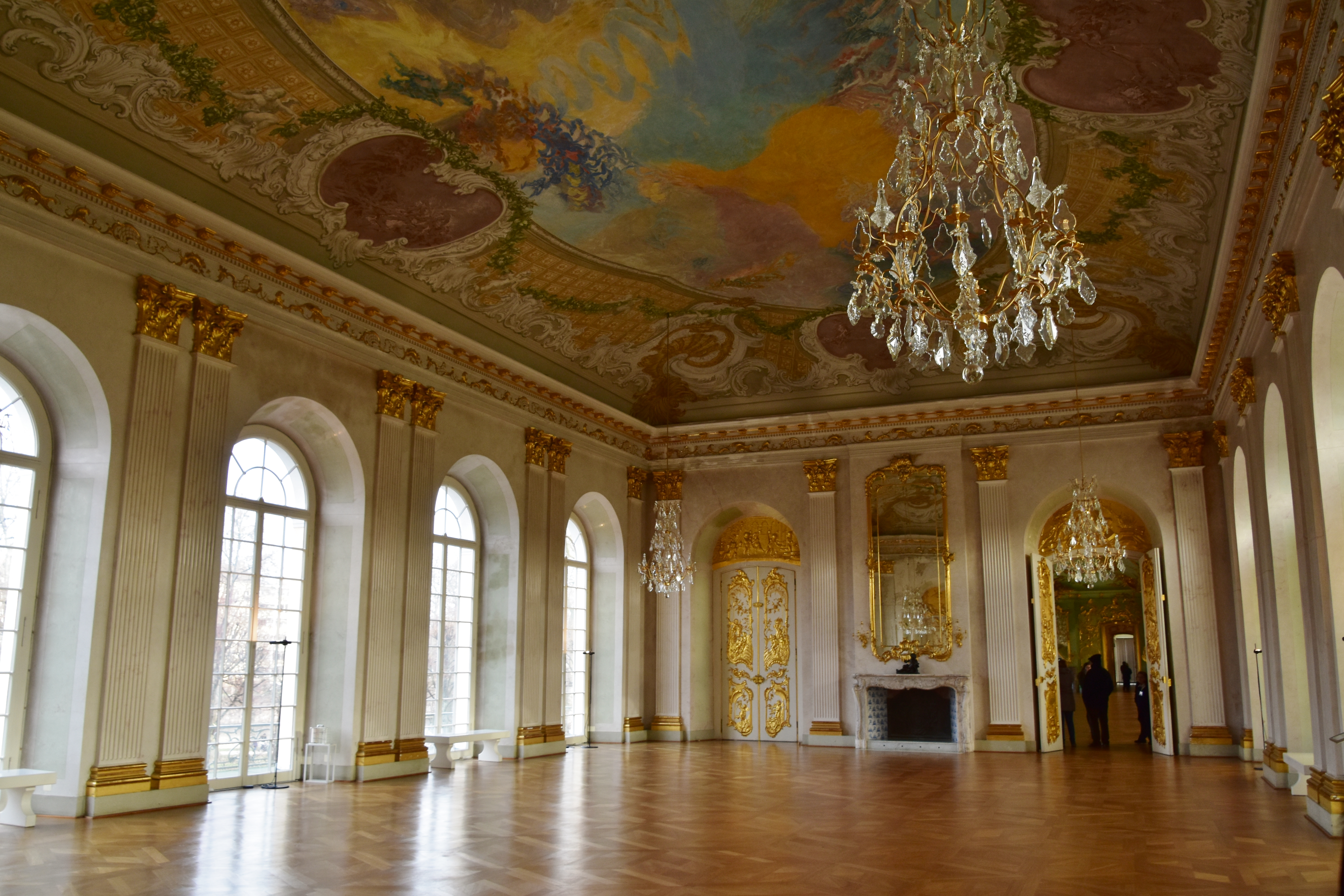
Белый зал

- 348 — Восточно-индийская ситцевая комната (нем. Ostindisches Zitzzimmer) — потолок и стены первоначально служившего королеве Луизе в качестве гардеробной помещения отделаны глянцевым набивным ситцем с разноцветными узорами в виде букетов, подвесных ваз и птиц. Часть мебели относится к подлинному интерьеру того времени.
- 351 — Вторая готлисная комната (нем. Zweites Hautelisse-Zimmer) — украшенная оригинальными гобеленами, выполненными в технике готлис, со сценами из «Дон Кихота» — подарком последнего французского короля Людовика XVI — комната использовалась Луизой как репрезентативная столовая.
- 354 — Библиотека (нем. Bibliothek) — как и во всех дворцах, в которых жил Фридрих II, его личная библиотека в Шарлотенбурге занимала особое положение. Сейчас в подлинных, изготовленных из кедра, шкафах хранятся книги из собрания бывшей зимней резиденции короля — городского дворца Потсдама.
- 361 — Золотая галерея (нем. Weißer Saal) — первоначально использовавшаяся для танцев[18] и названная Большой 42-метровая галерея была открыта в 1746 году и ныне считается самым значительным примером фридерицианского рококо. Эскизы её позолоченных рельефов выполнил французский живописец Антуан Ватто. Основная фаза реставрации полностью уничтоженного при бомбардировке зала длилась более десяти лет и была завершена только в 1972 году, однако последующие работы по его восстановлению продолжались вплоть до XXI века.
- 362 — Белый зал (нем. Weißer Saal) — открытый 29 августа 1742 года зал служил Фридриху Великому столовой. Современное название прижилось позднее, когда выцвел изначально розовый мрамор, которым облицованы его стены. Утерянная во время войны потолочная живопись, принадлежавшая руке придворного художника Антуана Пэна, при реконструкции была заменена абстрактными цветовыми формами.

Значительная коллекция живописи, представленная в Новом флигеле, включает в себя многие известные полотна XVII—XVIII веков (в особенности «Галантного века»), в том числе «Паломничество на остров Киферу» и «Вывеска лавки Жерсена» Антуана Ватто, «Барбарина» Антуана Пэна, «Обучение Купидона» Франсуа Буше и «Бонапарт на перевале Сен-Бернар» Жака-Луи Давида.

### Большая оранжерея

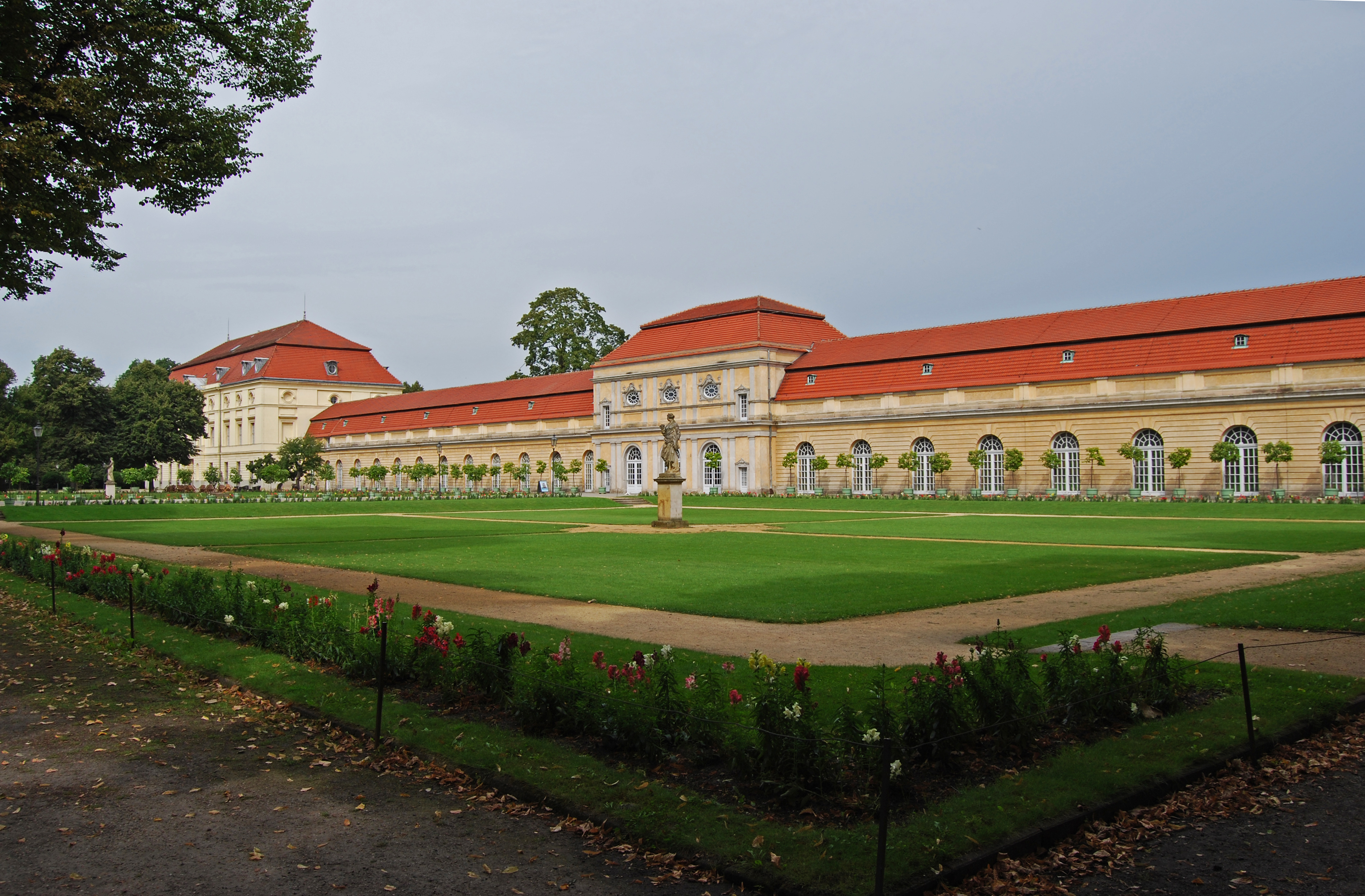
Театр и Большая оранжерея

Большая оранжерея была выстроена в 1709—1712 годах Иоганном Фридрихом Эозандером в виде вытянутого одноэтажного барочного здания, примыкающего к Старому замку с западной стороны. Его общая площадь составляет 1156 м2 при высоте потолков в центральной части 8,5 метров. Поначалу задумывавшаяся как помещение для хранения богатых коллекций фарфора королевской семьи, позднее она служила для проведения балов, приёмов и бракосочетаний. Здание Большой оранжереи, сильно разрушенное во время Второй мировой войны, было восстановлено в 1962 году.

### Театр
Как западное окончание дворцового комплекса в 1788 году по заказу Фридриха Вильгельма II Карл Готтгард Лангганс (известный также по сооружению Бранденбургских ворот) выстроил в стиле раннего классицизма трёхэтажное с площадью помещений 1200 м2 здание Театра, в котором проводились празднества семьи Гогенцоллернов. После разрушений, вызванных бомбардировками союзников, здание Театра в своём прежнем виде было восстановлено только снаружи и в 1960—2009 годах использовалось берлинским музеем доисторического периода и ранней истории.

## Парк Шарлоттенбург

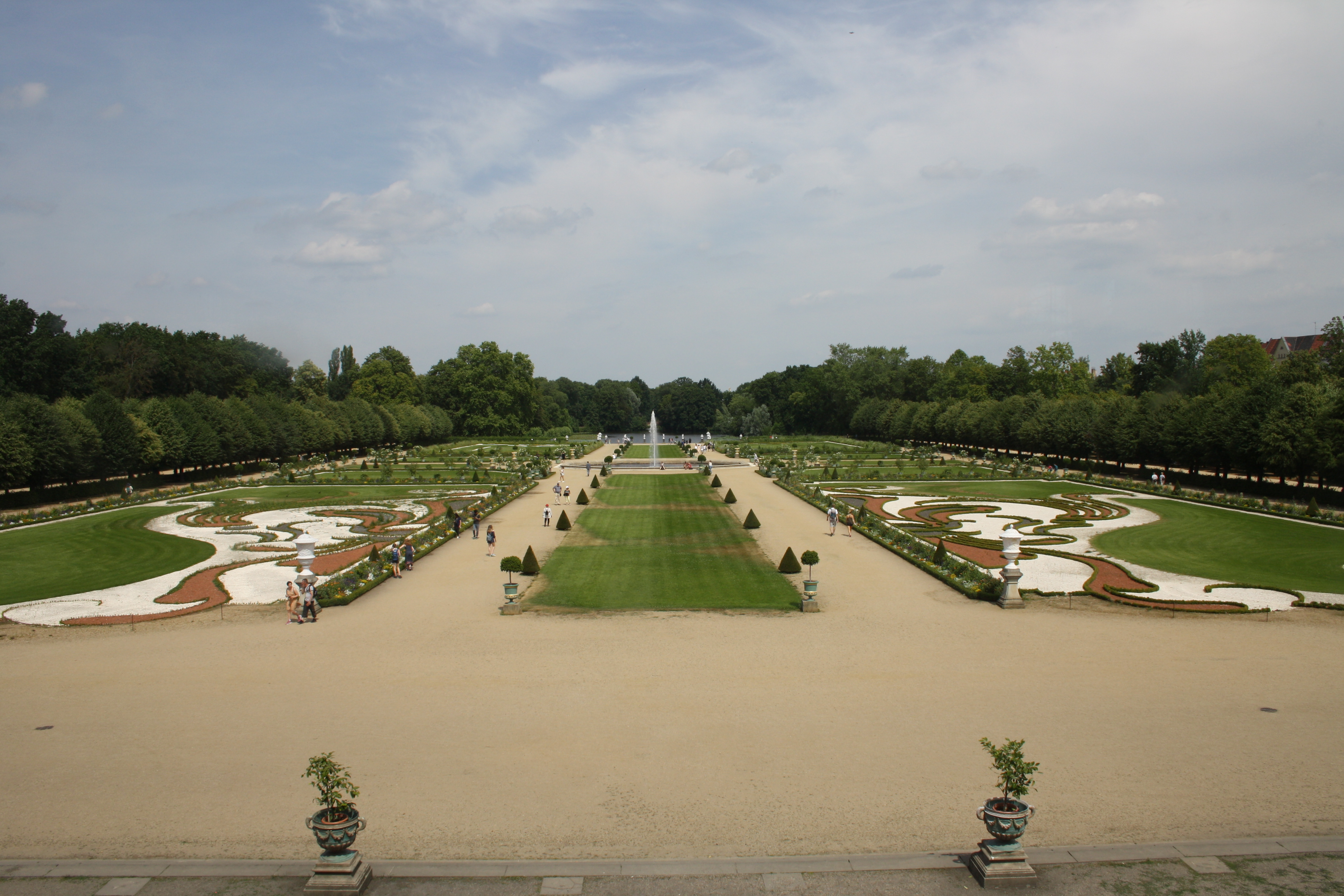
Дворцовый парк (французский сад)

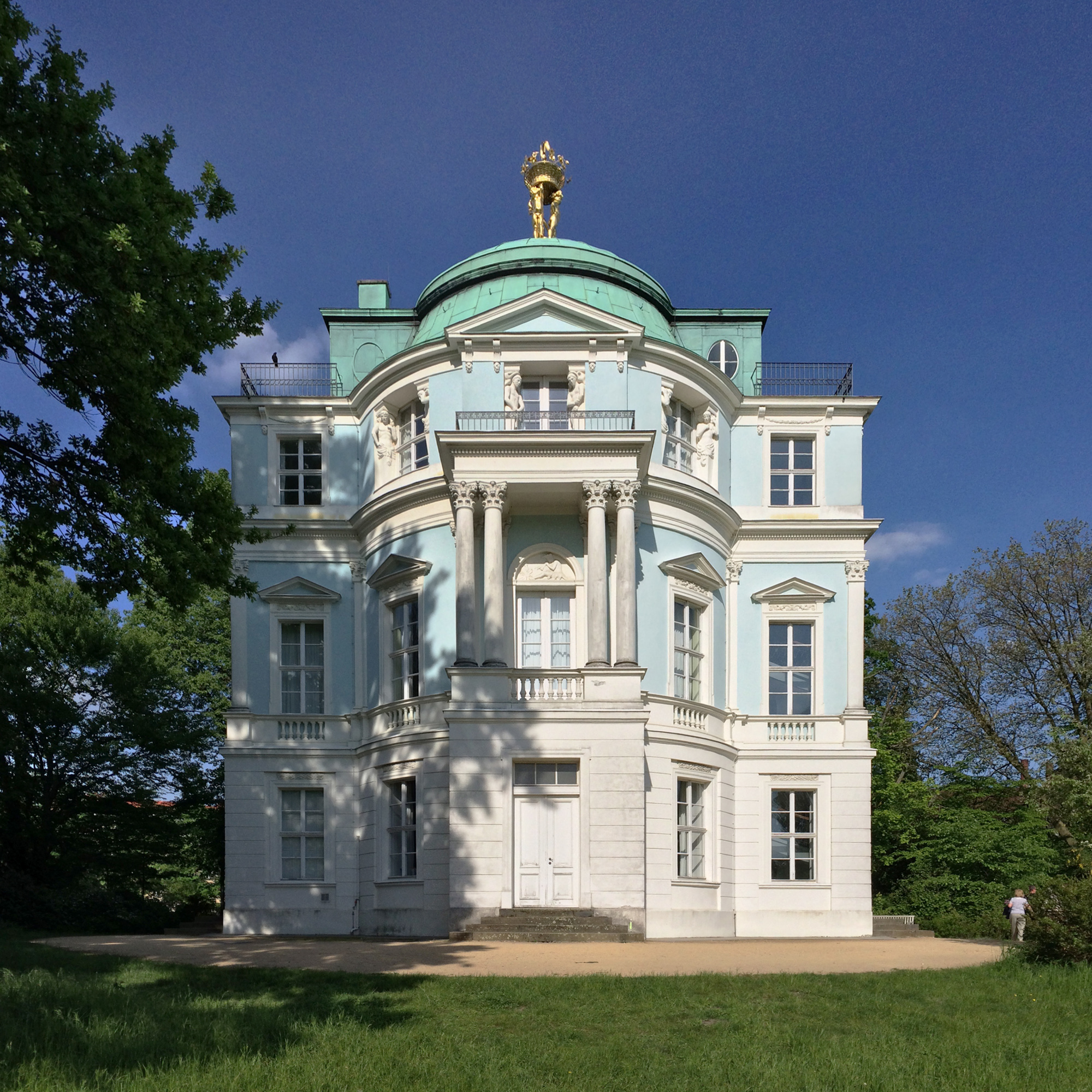
Бельведер

Дворцовый парк, ныне занимающий площадь более 53 гектаров, был заложен в 1697 году по распоряжению будущей королевы Софии Шарлотты Симеоном Годо (фр. Siméon Godeau), учеником версальского садовода Андре Ленотра. Украшенный многочисленными вазами, скульптурами, скамьями и боскетами, а чуть позднее ещё и оранжереями, фазанниками и площадками для игр, он был призван подчеркнуть высокий ранг своих хозяев. В конце XVIII—начале XIX века Иоганном Августом Айзербеком (нем. Johann August Eyserbeck), Георгом Штейнером (нем. Georg Steiner), а затем и Петером Йозефом Ленне некогда барочный парк Шарлоттенбург был полностью переоформлен в ландшафтный. Система искусственных каналов превратила часть территории парка в острова, добраться до которых можно было только с помощью гондол, а в сам замок его хозяева и гости попадали водным путём по Шпрее, используя причал на южной стороне соединённого с ней Карпового пруда (нем. Karpfen-Teich).
Начиная с 1952 года был проведён ряд работ, позволивших частично восстановить прежний облик парка, также пострадавшего во время боевых действий и временно использовавшегося под пашню, а в 2001 году его часть, непосредственно примыкающая ко дворцу, была восстановлена в её первоначальном виде с фонтаном и партерами. В парке также находятся несколько строений, непосредственно относящихся к дворцовому комплексу: Бельведер, Мавзолей и Новый павильон.

### Бельведер
В 1788 году по планам того же Карла Готтгарда Лангганса в северо-восточной части парка, на берегу Шпрее, был сооружён трёхэтажный чайный домик, часто служивший местом уединения Фридриха Вильгельма II. Ныне в здании Бельведера, разрушенном во время войны и восстановленном только снаружи, выставлена крупнейшая в мире коллекция фарфора Королевской фарфоровой мануфактуры.

### Мавзолей
Мавзолей сооружён в 1810 году для погребения королевы Луизы Прусской немецким архитектором Генрихом Генцем согласно воле прусского короля по образу и подобию Храма Павла  I в Павловске. Ныне в склепе Мавзолея дворца Шарлоттенбург захоронены:
- Луиза — королева Пруссии,
- Фридрих Вильгельм III — король Пруссии, супруг Луизы,
- Вильгельм I — первый германский император, сын Фридриха Вильгельма III и Луизы,
- Августа — германская императрица, супруга Вильгельма I,
- Августа фон Гаррах — вторая супруга Фридриха Вильгельма III,
- Альбрехт — прусский принц, младший сын Фридриха Вильгельма III и Луизы,
- сердце Фридриха Вильгельма IV — короля Пруссии, старшего сына Фридриха Вильгельма III и Луизы.

### Новый павильон, или «Павильон Шинкеля»
Построен на восточной окраине дворцового ансамбля в 1824—1825 годах в стиле классицизма и в подражание неаполитанской вилле Chiatamone по планам Карла Фридриха Шинкеля (откуда происходит его второе, неофициальное, название павильон Шинкеля, нем. Schinkel-Pavillon). Размером 20 на 16 метров, опоясанное балконом по всему периметру второго этажа, здание, использовавшееся для уединения Фридрихом Вильгельмом III (избегавшего после смерти своей супруги помещения Нового флигеля, где они раньше жили), также сильно пострадало при бомбардировках и было восстановлено только в 1960 году.
Павильон замечателен своими интерьерами в стиле «прусского эллинизма» начала XIX века, включая мебель, в том числе садовую мебель из чугуна, сделанную по рисункам Шинкеля. В постоянной экспозиции — произведения живописи, графики и скульптуры немецких художников того времени: Кристиана Даниэля Рауха, Каспара Давида Фридриха, Карла Блехена, а также известная «Панорама Москвы» Эдуарда Гертнера.
Перед Павильоном на гранитных колоннах установлены бронзовые статуи «Побед» по моделям скульптора К. Д. Рауха (1839).

## Современное использование

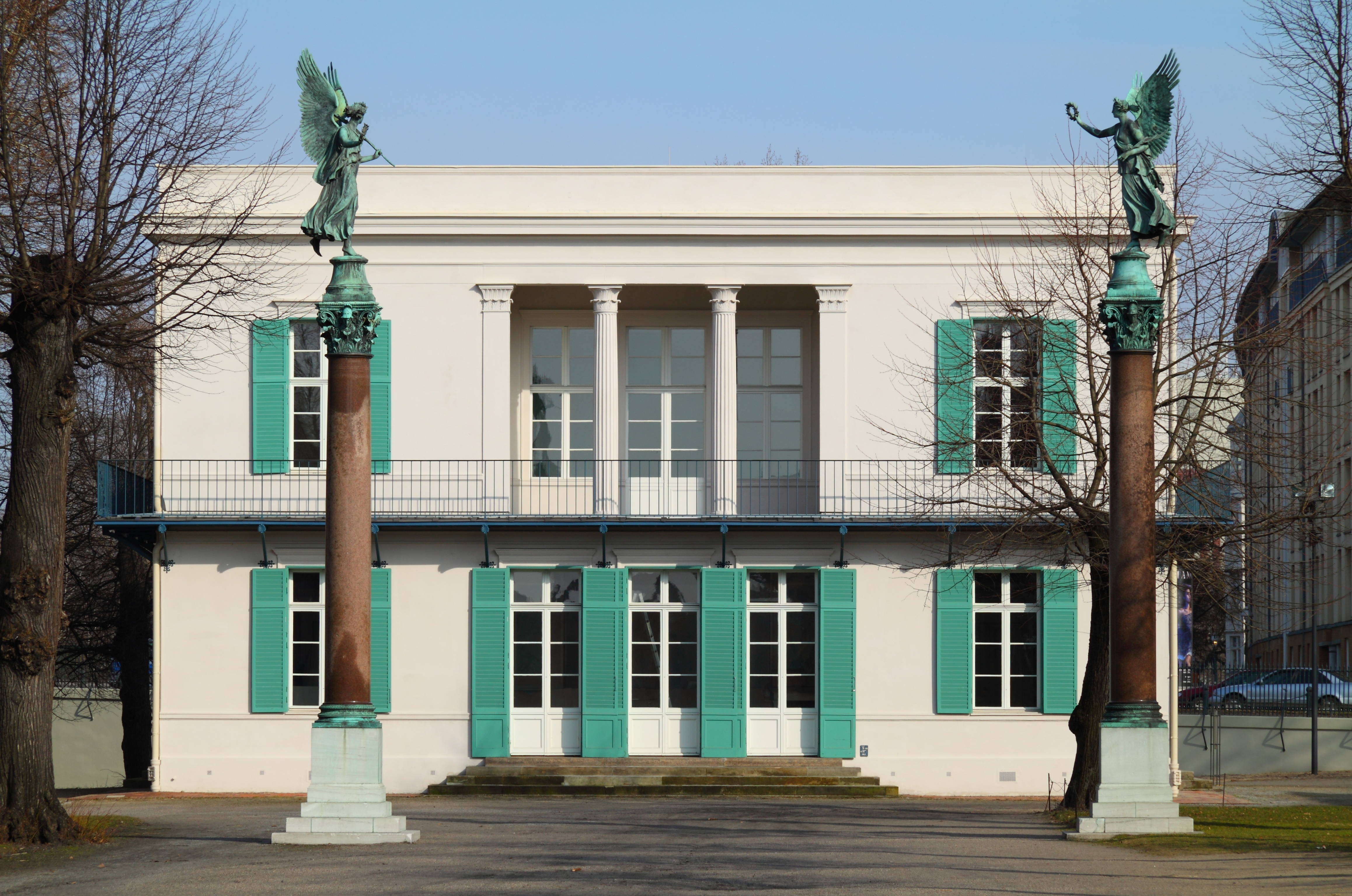
Новый павильон

В первую очередь дворец Шарлоттенбург выполняет функции музея, в рамках посещения которого шесть дней в неделю открыты Старый дворец и Новый флигель, а также строения дворцового парка. Вместе с тем зачастую он используется и для проведения государственных церемоний и визитов, как, например, приведение к присяге канцлера Ангелы Меркель и её правительства в октябре 2005 года.
Ежегодно, в ноябре—декабре, на площади перед воротами дворца организуется традиционный рождественский базар, а в рамках проводимого в октябре «Фестиваля огней» (англ. Festival of Lights) здание Старого дворца используется для создания различных световых шоу.
Большая оранжерея в настоящее время используется для проведения концертов и различных торжественных мероприятий, построенная в 1790 году предположительно по планам Георга Фридриха Боумана (нем. Georg Friedrich Boumann) и находящаяся несколько южнее от неё Малая оранжерея — в качестве ресторана, а здание Театра — для организации временных выставок. В Кавалерском флигеле размещены реставрационные мастерские, а в Кухонном — служебные помещения и музейный магазин.
В парке, ежедневно открытом для свободного посещения, оборудованы детская площадка и санный склон в снежные дни, а лужайки его ландшафтной части используются для пикников или просто для загорания. С 2018 года стрижка травы возложена на овец, свободно пасущихся в парковой зоне и число которых временами доходит до 100 голов.